# انتخابات الرئاسة الزيمبابوية 2008
انتخابات الرئاسة الزيمبابوية 2008 هي الانتخابات الرئاسية التي جرت في 29 مارس 2008، في زيمبابوي، لانتخاب رئيس زيمبابوي، فاز بالانتخابات روبرت موغابي.